# Geophilus procerus
Geophilus procerus är en mångfotingart som beskrevs av Koch 1878. Geophilus procerus ingår i släktet Geophilus och familjen storjordkrypare. Inga underarter finns listade i Catalogue of Life.